# Михайлівка (Сіверськодонецький район)
Миха́йлівка — село в Рубіжанській міській громаді Сіверськодонецького району Луганської області України. Населення становить 593 осіб.
У селі зберігся Храм Святителя Феодосія Чернігівського, побудований у 1905 р. по проекту архітектора В.Х. Немкіна
(рос.)
(рос.)
- Михайловка. Святителя Феодосия. сайт Северодонецкой епархии. 18.02.2020. Архів оригіналу за 27 лютого 2020. Процитовано 4 травня 2020.(рос.)

## Галерея

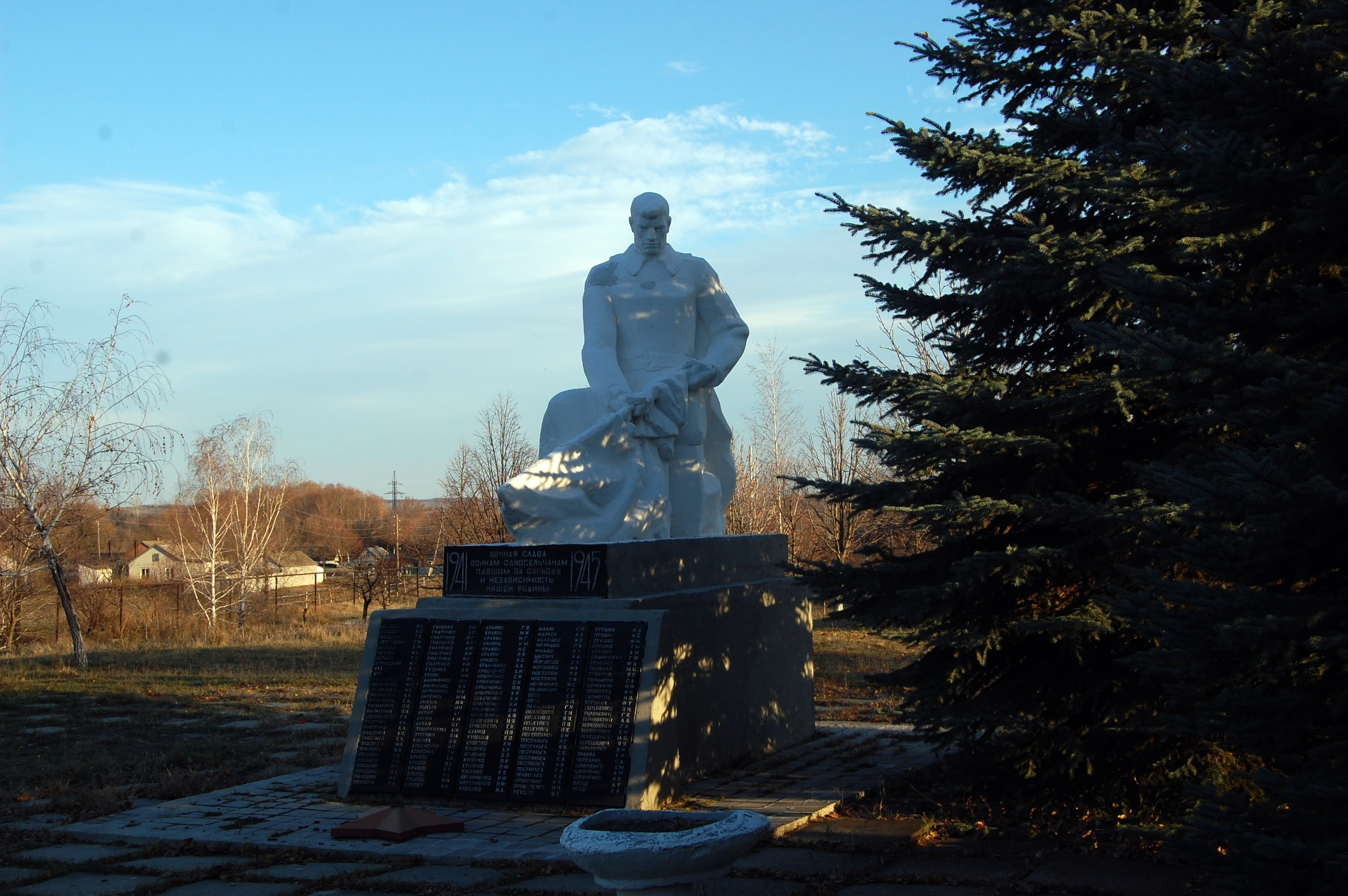
храм Феодосія
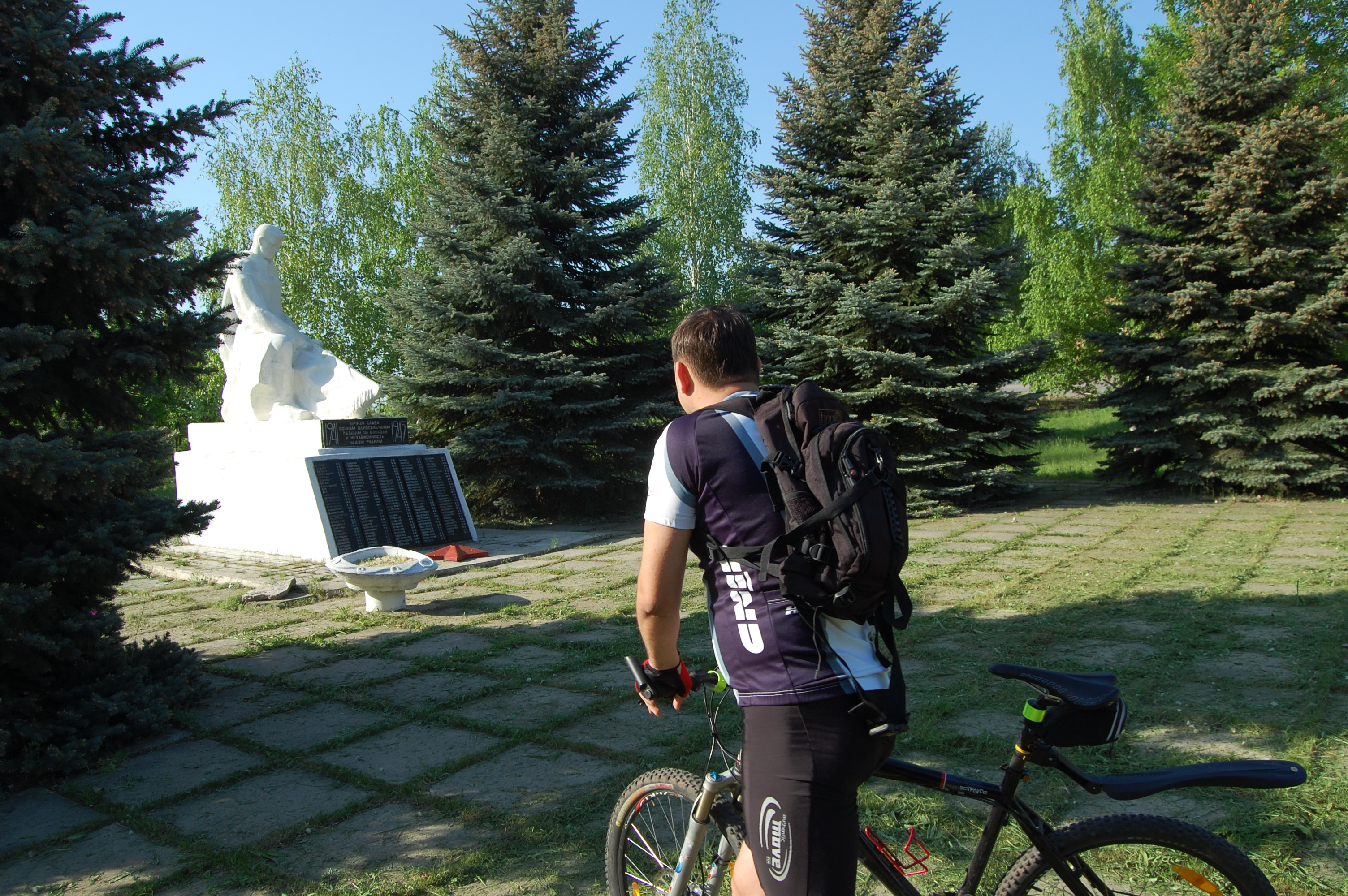
меморіал
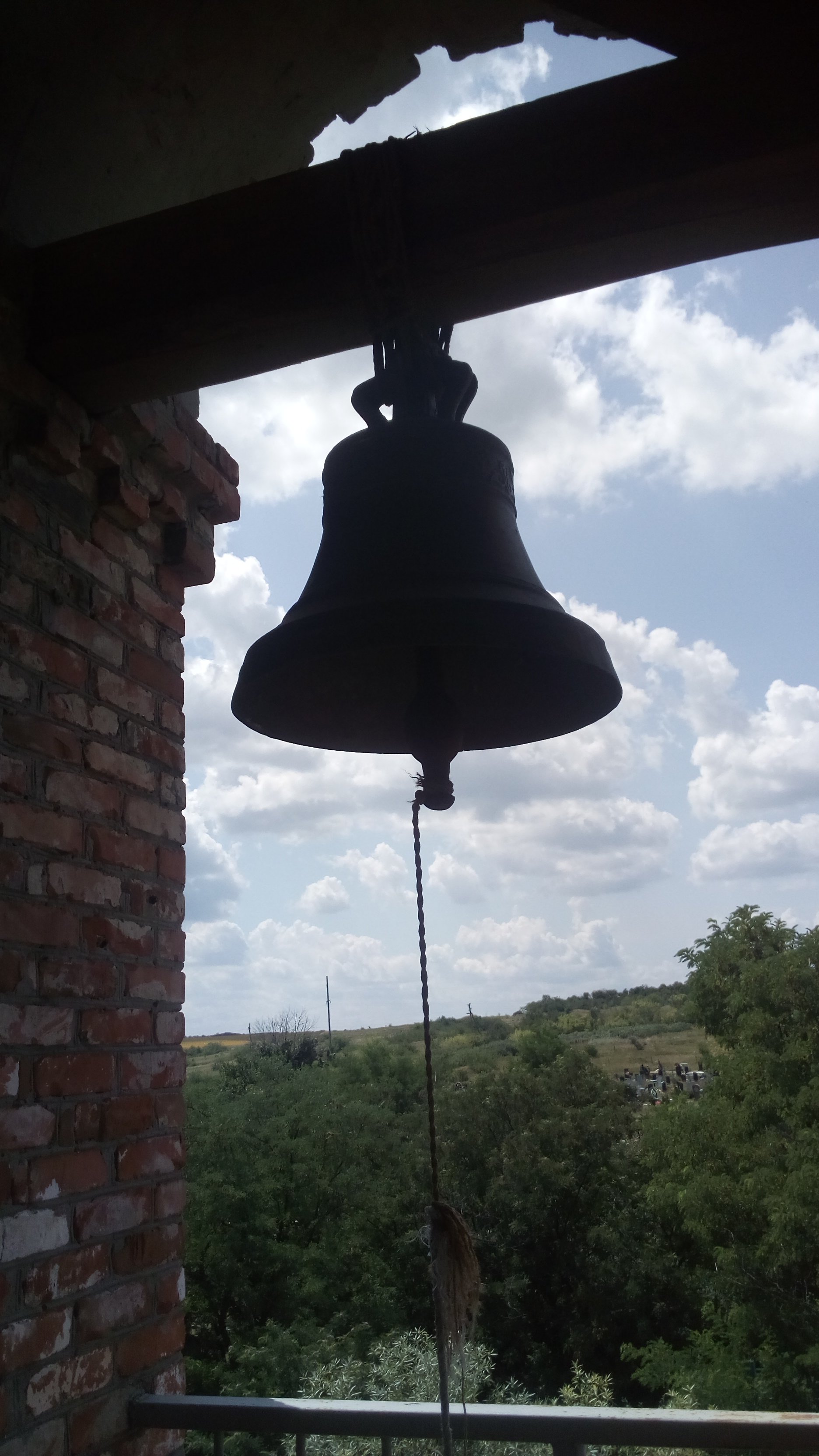
меморіал
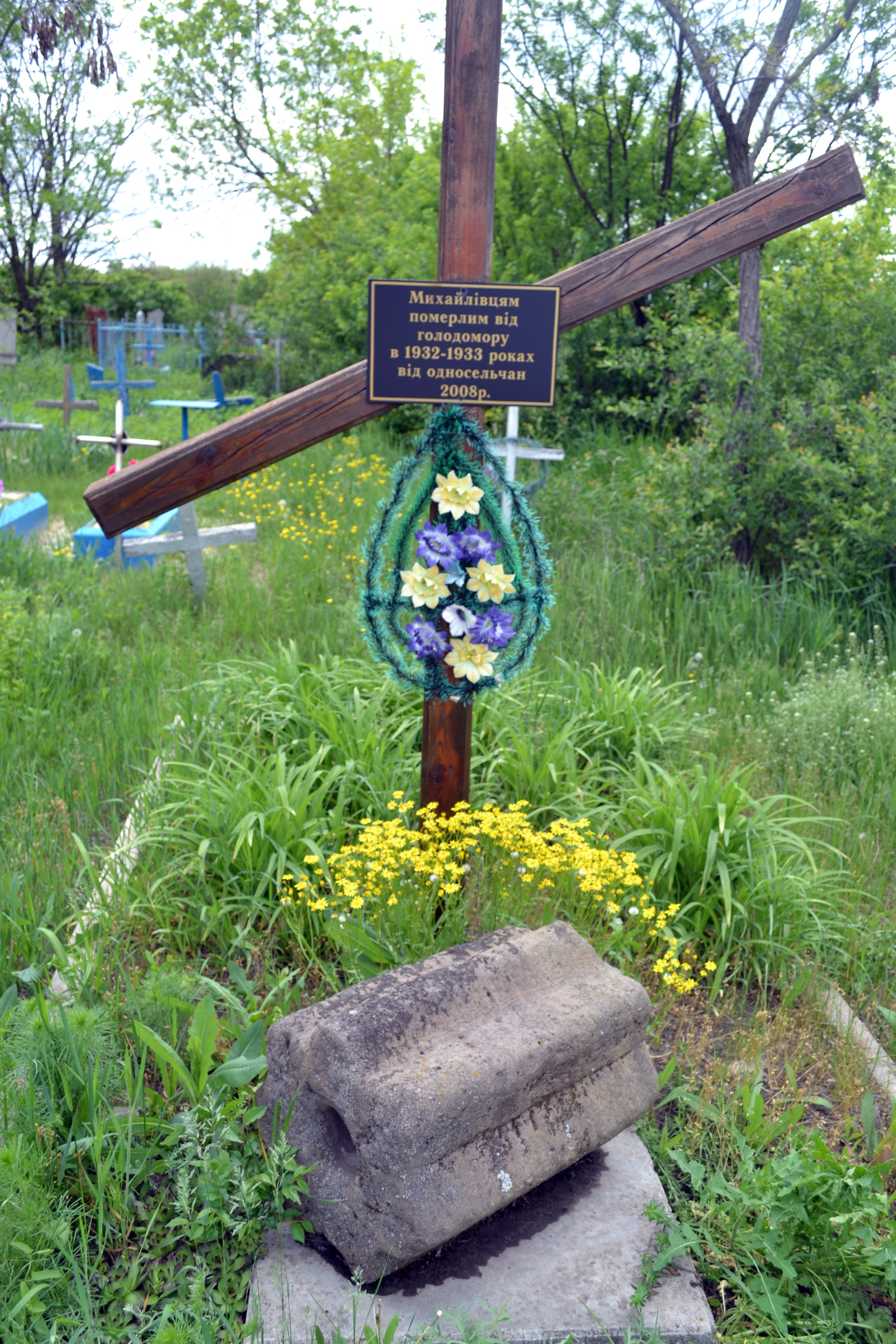
Померлим від голодомору
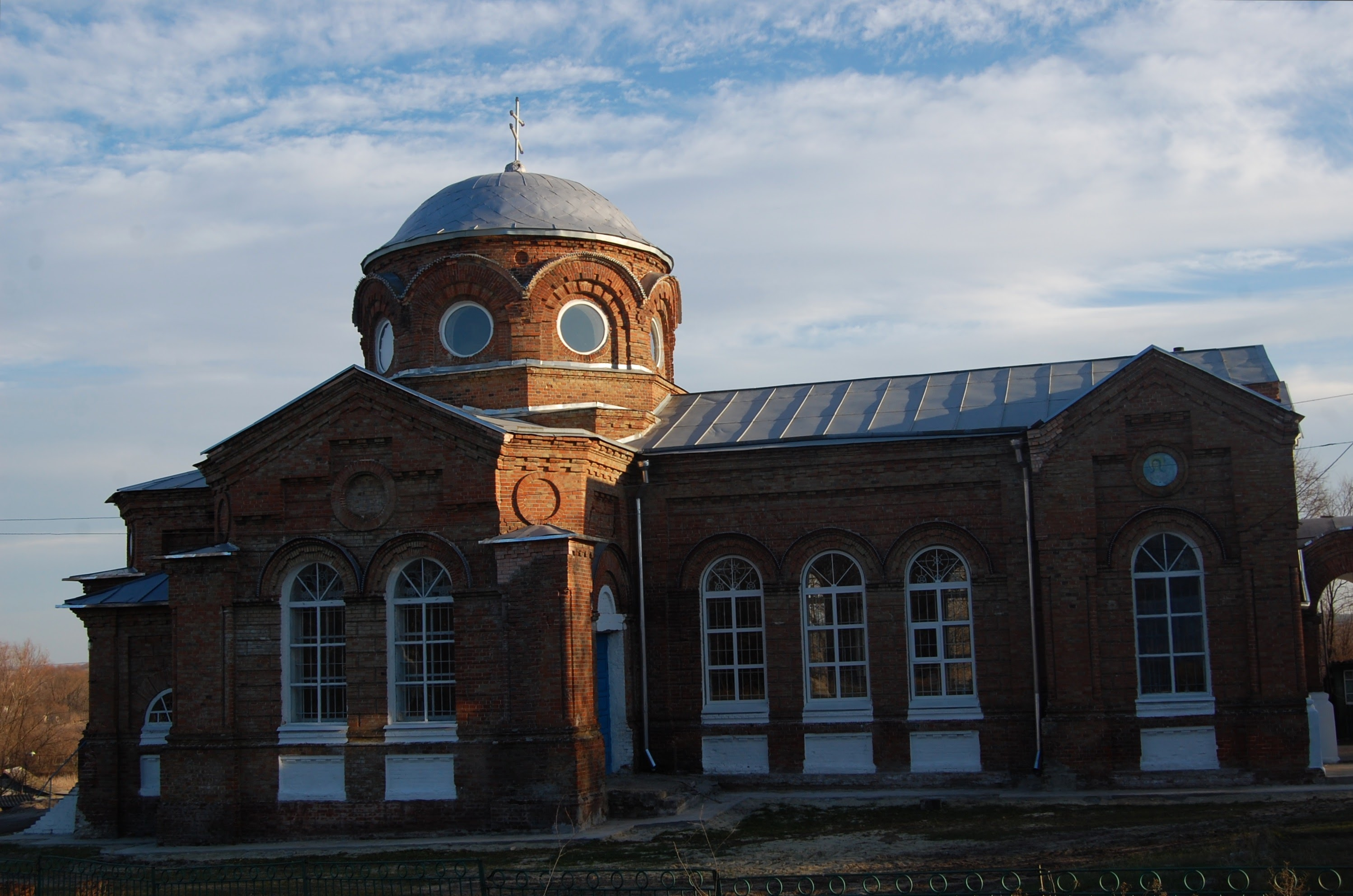
храм Феодосія
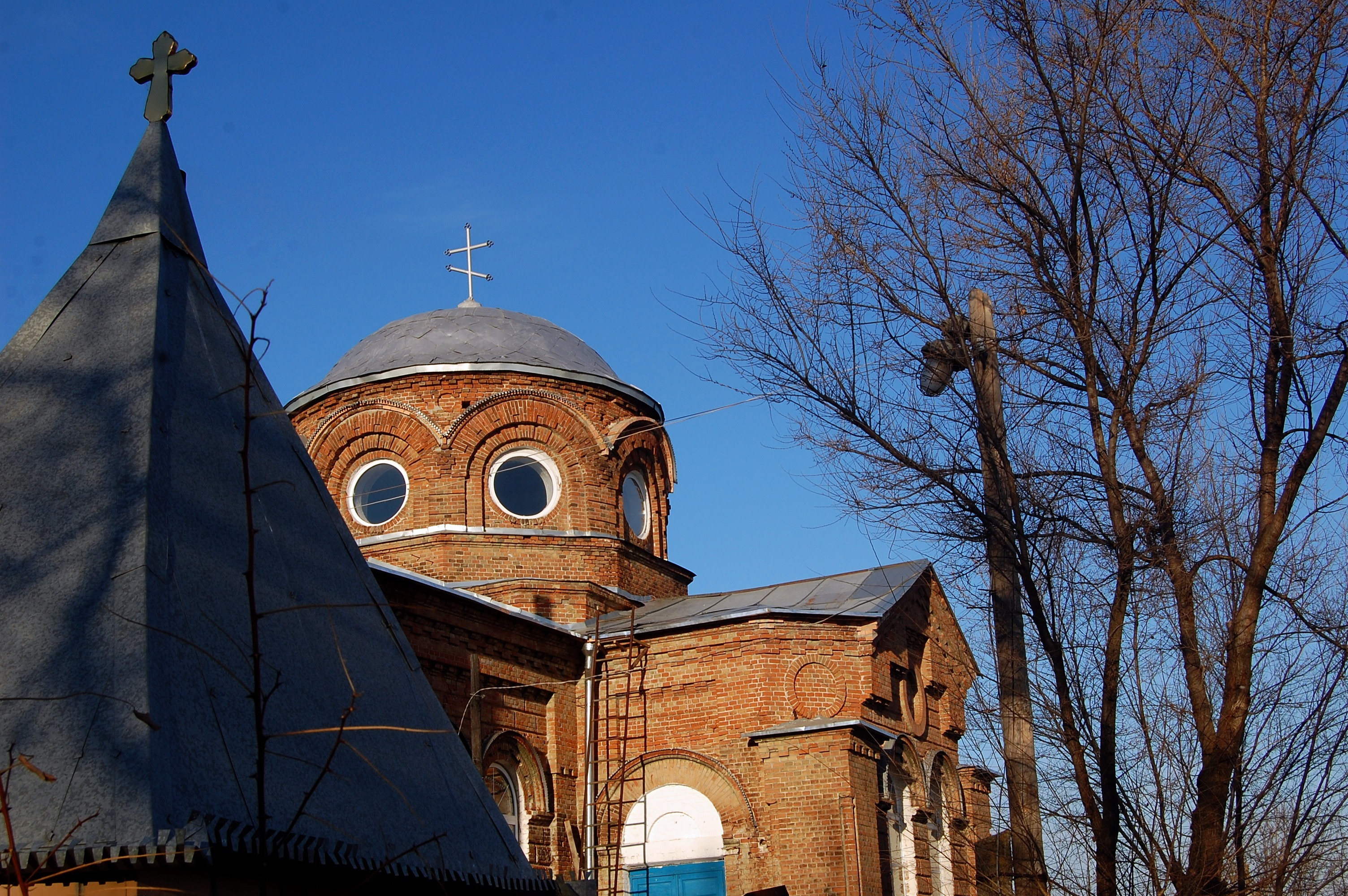
храм Феодосія
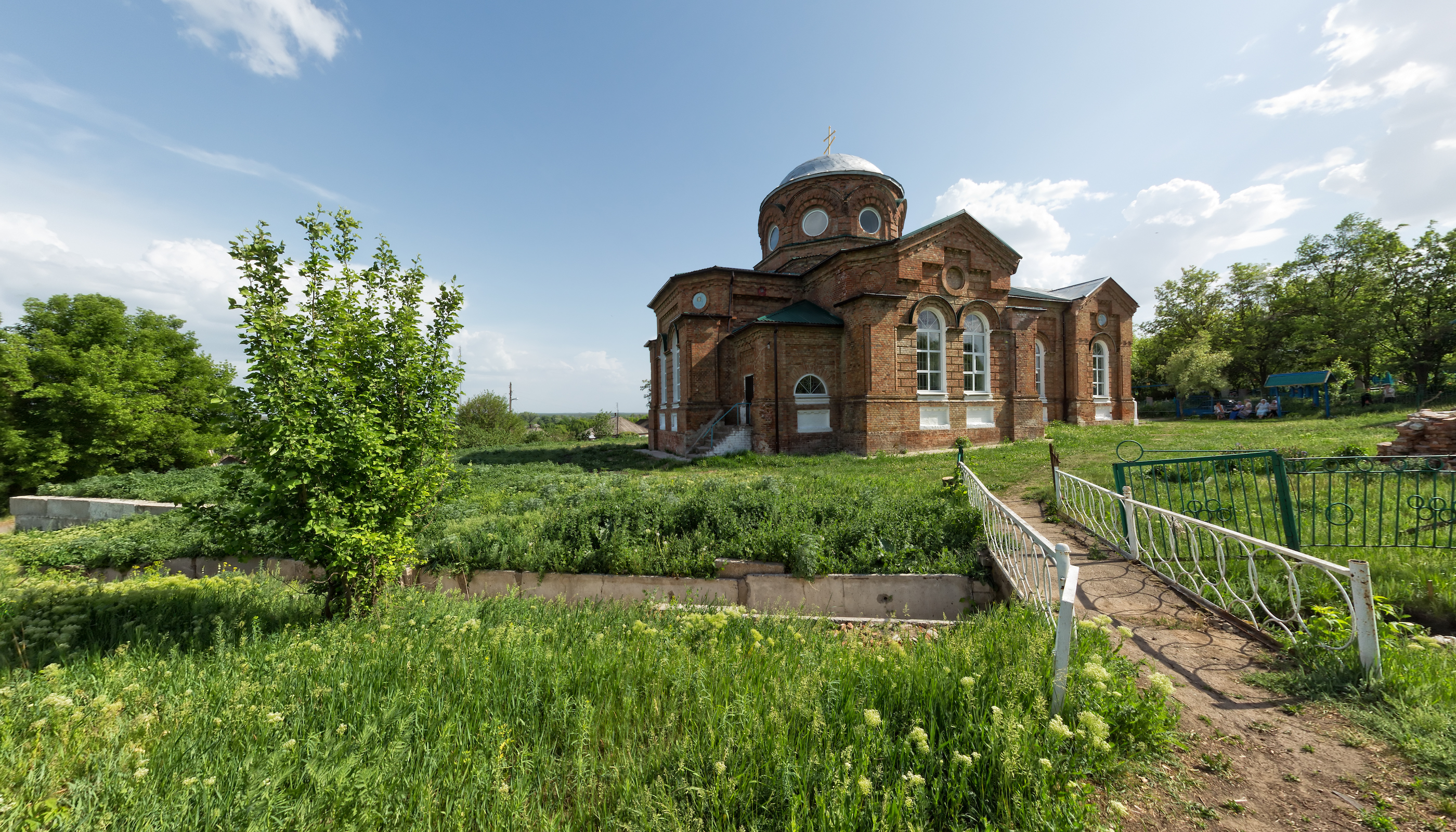
храм Феодосія
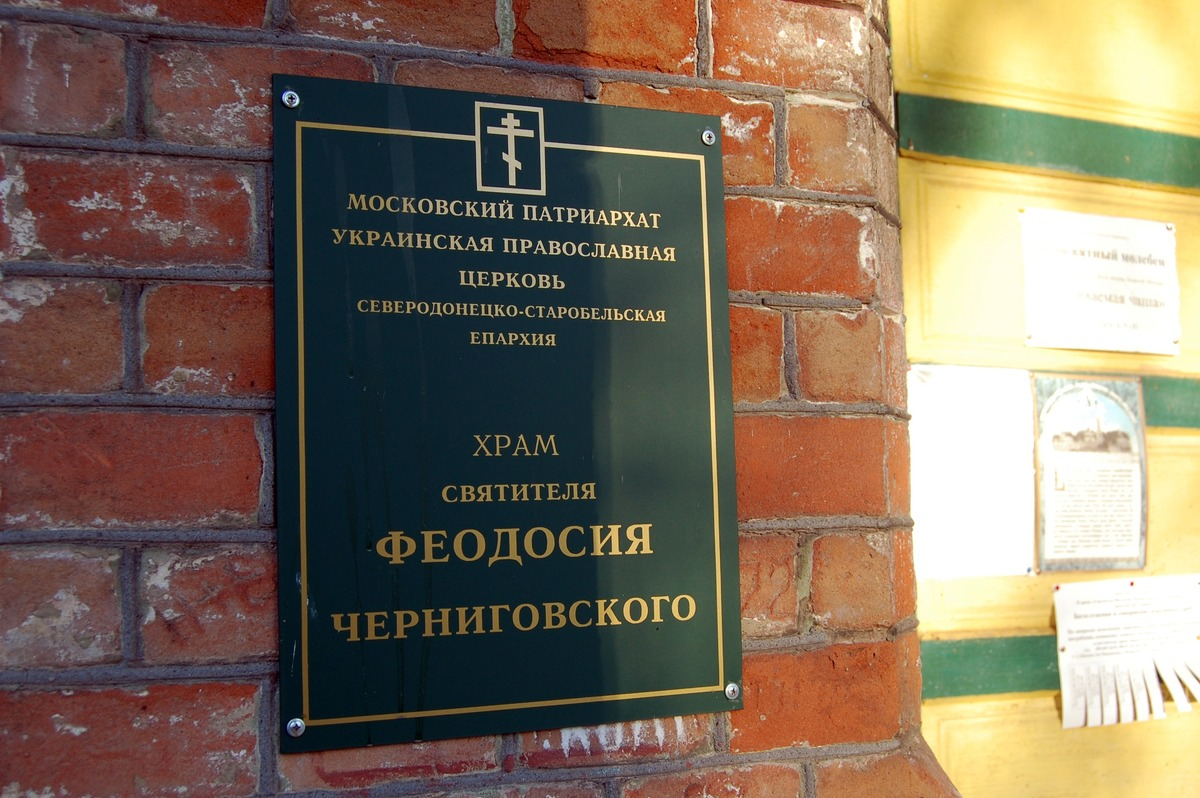
храм Феодосія
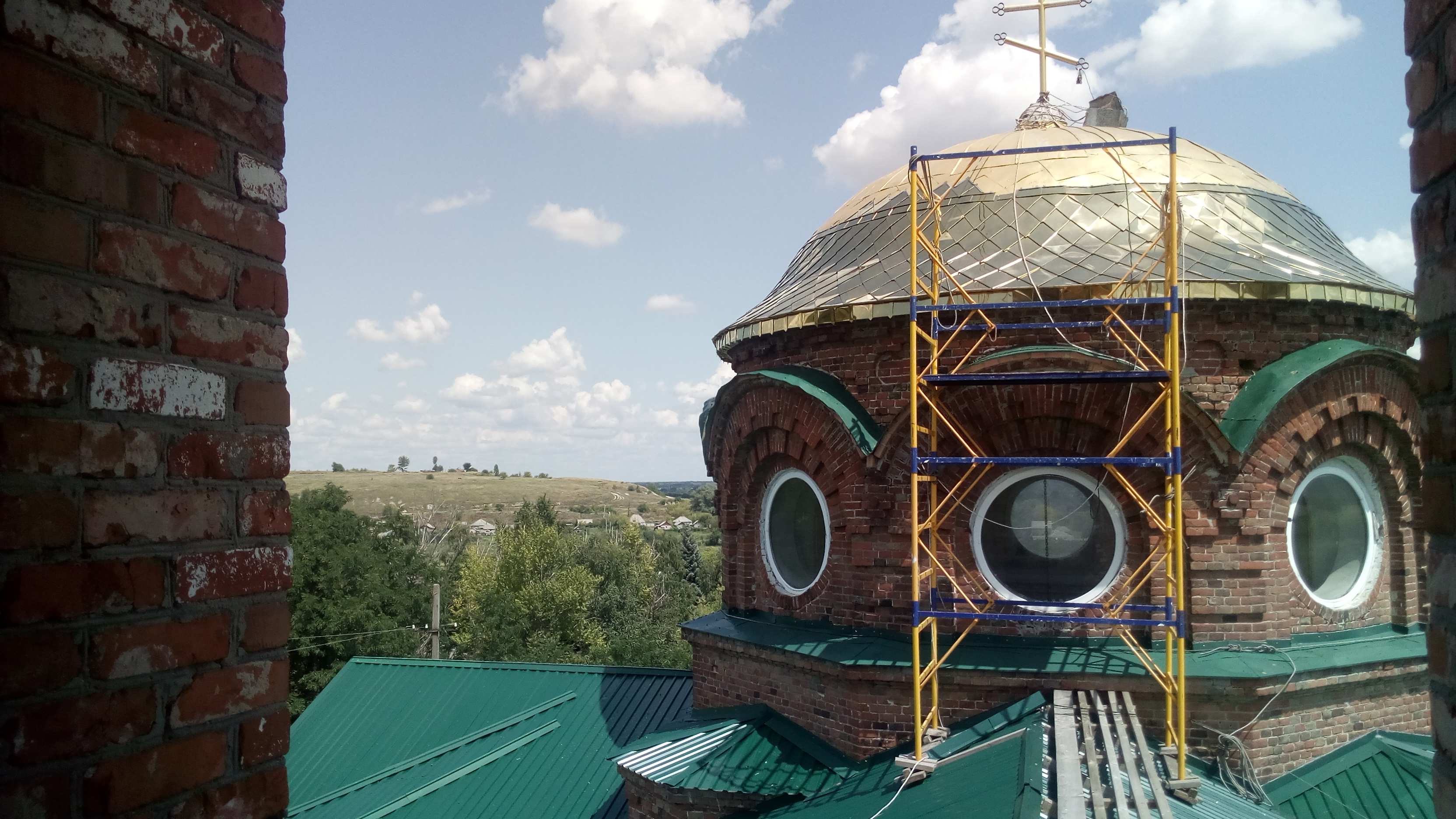
храм Феодосія